# Llista de sultans seljúcides
La llista de sultans seljúcides és la següent:

## Grans Seljúcides
- Toghrul I (Tuğrul Beg, Toghrul Beg o Toghril Beg) 1037–1063
- Alp Arslan ibn Çağrı 1063–1072
- Jalal-ad-Dawla Màlik-Xah I 1072–1092
- Nàssir-ad-Din Mahmud I ibn Màlik-Xah 1092–1093
- Rukn-ad-Din Barkyaruq 1093–1105
- Muïzz-ad-Din Màlik-Xah II 1105
- Ghiyath-ad-Din Muhàmmad I Tapar o Muhàmmad ibn Màlik-Xah 1105–1118
- Muïzz-ad-Din Àhmad Sanjar 1118–1157

## Sultans seljúcides de Hamadan
- Mahmud II ibn Muhàmmad ibn Màlik-Xah 1118–1131
- Dawud I o Daud I ibn Mahmud (al Djibal i l'Azerbaidjan iranià) 1131
- Toghrul II ibn Muhàmmad ibn Màlik-Xah 1131–1134
- Massud ibn Muhàmmad 1134–1152
- Màlik-Xah III ibn Mahmud 1152–1153
- Muhàmmad II ibn Mahmud 1153–1154
- Sulayman Xah ibn Muhàmmad 1154–1156
- Muhàmmad II ibn Mahmud 1156–1159 (segona vegada)
- Dawud II o Daud II ibn Muhàmmad 1159-1160
- Arslan Xah ibn Toghrul 1160–1174
- Toghrul III ibn Arslan Xah 1174–1194

## Sultans seljúcides de Kirman(incloent-hi Oman de 1053 a 1154)
- Qawurd 1041–1073
- Kirman Xah ibn Kawurd 1073–1074
- Sultan Xah ibn Kawurd 1074–1075
- Hussain Úmar ibn Kirman Xah 1075–1084
- Turan Xah I ibn Kawurd 1084–1096
- Iran Xah ibn Turan Xah 1096–1101
- Arslan Xah I ibn Kirman Xah 1101–1142
- Muhàmmad ibn Arslan Xah 1142–1156
- Toghrul Xah ibn Muhàmmad 1156–1169
- Bahram-Xah ibn Toghrul Xah 1169–1174
- Arslan Xah II ibn Togrul Xah 1174–1176
- Turan-Xah II ibn Toghrul-Xah 1176–1183
- Muhàmmad Xah ibn Bahram Xah 1183–1187
- Màlik Dinar, cap oghuz, usurpador, 1187-1196

## Sultans seljúcides de Síria (Alep)

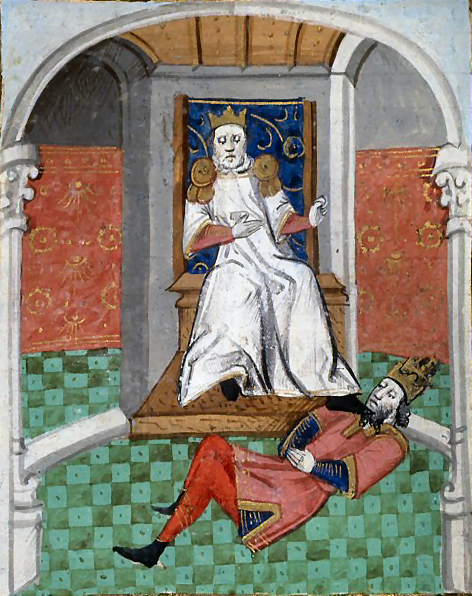
Alp Arslan després de la batalla de Mantziciert. Il·lustració del

- Abu-Saïd Taj-ad-Dawla Tútuix I 1085–1086
- Jalal-ad-Dawla Màlik-Xah I (Gran Seljúcida) 1086–1087
- Qàssim-ad-Dawla Abu-Saïd Aq-Súnqur al-Hàjib 1087–1094
- Abu-Saïd Taj-ad-Dawla Tútuix I (segona vegada) 1094–1095
- Fakhr-al-Mulk Radwan o Ridwan 1095–1113
- Taj-ad-Dawla Alp Arslan al-Àkhras 1113–1114
- Sultan-Xah ibn Ridwan 1114–1123

Als Ortúquides

### Sultans/emirs de Damasc
- Aziz ibn Abaaq al-Khwarazmi 1076–1079
- Abu-Saïd Taj-ad-Dawla Tútuix I 1079–1095
- Abu-Nasr Xams-al-Muluk Duqaq 1095–1104
- Tútuix II 1104
- Muhyí-d-Din Baktaix 1104
- Dhàhir-ad-Din Tughtikín 1104-1128

## Sultans seljúcides de Rum (Anatòlia)
Vegeu Llista de soldans del Soldanat de Rum

## Genealogia
Ordre de successió :
- Normal : Seljúcides de Rum.
- Negreta : Grans Seljúcides.
- Itàlica : Seljúcides de Kirman.
- Itàlica & negreta : Seljúcides de Síria.

```
└─┬Duqaq
└─┬
Seljuk

├──
Arslan-Israïl

├─┬Arslan-Mikhail
│ ├
1
─
Tuğrul Beg
	(
Grans Seljúcides
)
│ └─┬
Čaghri Beg

│ ├
1
┬
Kara-Arslan Kawurd
	(
Seljúcides de Kirman
)
│ │ ├
2
┬
Kirman Shah ibn Kawurd

│ │ │ └
7
┬
Arslan Shah I

│ │ │ └
8
┬
Muhammad ibn Arslan Shah

│ │ │ └
9
┬
Toghrul Shah ibn Muhammad

│ │ │ ├
10
┬
Bahram-Shah ibn Toghrul Shah

│ │ │ │ └
12
─
Muhammad Shah ibn Bahram Shah

│ │ │ ├
11
─
Arslan Shah II

│ │ │ └
13
─
Turan Shah II

│ │ ├
3
─
Husayn Umar ibn Kirman Shah

│ │ ├
4
─
Sultan Shah ibn Kawurd

│ │ └
5
┬
Turan Shah I

│ │ └
6
─
Iran Shah

│ └
2
┬
Alp Arslan
	(
Grans Seljúcides
)
│ ├
3
┬
Malik Shah I

│ │ ├
4
─
Mahmud I ibn Màlik-Xah

│ │ ├
5
┬
Barkyaruq

│ │ │ └
6
─
Malik Shah II

│ │ ├
7
┬
Muhammad I Tapar

│ │ │ ├
8
┬
Mahmud II ibn Muhàmmad ibn Màlik-Xah
	(
Grans Seljúcides a l'Iraq
)
│ │ │ │ ├
9
─Ghiyath al-Din Dawud o 
Daud I ibn Mahmud

│ │ │ │ ├
12
─
Malik Shah III

│ │ │ │ └
13
─
Muhàmmad II ibn Mahmud

│ │ │ ├
10
┬
Toghrul II

│ │ │ │ └
15
┬ Mu'izz ad-Din 
Arslan Shah ibn Toghrul

│ │ │ │ └
16
─
Toghrul III

│ │ │ ├
11
─ Ghiyath al-Din 
Masud ibn Muhammad

│ │ │ └
14
─ Ghiyath al-Din 
Sulayman Shah ibn Muhàmmad

│ │ └──
Muizz al-Din Ahmad Sanjar
	(
a Khorasan i Transoxiana
) 
│ └
1
┬
Tútuix I
	(
Seljúcides de Síria
)
│ ├
2
┬
Ridwan
	(
a Alep
)
│ │ ├
3
─
Alp Arslan al-Akhras

│ │ └
4
─
Sultan Shah ibn Ridwan
	 
│ └──
Duqaq
	(
a Damasc
)	 
└─┬Arslan-Musa
└─┬
Kutalmish

└1┬
Sulayman I ibn Kutalmish
	(Seljúcides de Rum)
└2┬
Kılıç-Arslan I

├3┬
Màlik-Xah ibn Kilij Arslan

│ └5┬
Izz al-Din Kılıç-Arslan II

│ ├6┬
Giyath al-Din Kay Khusraw I
.
│ │ ├9─
Izz al-Din Kay Kawus I

│ │ └10┬
Ala al-Din Kay Kubadh I

│ │ └11┬
Giyath al-Din Kay Khusraw II

│ │ ├12┬
Izz al-Din Kay Kawus II

│ │ │ ├16─
Ghiyath al-Din Masud II

│ │ │ └─┬Faramarz
│ │ │ └17┬
Kay Qubadh III

│ │ │ └18─
Ghiyath al-Din Masud III
	 
│ │ ├13┬
Rukn al-Din Kılıç-Arslan IV

│ │ │ └15─
Giyath al-Din Kay Khusraw III

| | | 19-
Kiliç Arslan V
 (1208-1310)
│ │ └14─
Ala al-Din Kay Qubadh II

│ └7┬
Rukn al-Din Süleyman II Chah

│ └8─
Izz al-Din Kılıç-Arslan III

└4─
Rukn al-Din Masud I
```